# Dorogobužskij rajon
Il Dorogobužskij rajon (in russo Дорогобужский район?) è un rajon dell'Oblast' di Smolensk, nella Russia europea, il cui capoluogo è Dorogobuž. Istituito nel 1929, ricopre una superficie di 1772 km² e nel 2010 ospitava una popolazione di circa 29 000 abitanti.